# Enns (ciutat)
Enns és una ciutat en l'estat federat austríac d'Alta Àustria, situada a 281 msnm, al lloc on el riu Enns —que la separa de l'estat de Baixa Àustria— desemboca en el Danubi, que la separa de la ciutat de Mauthausen, tristament famosa per albergar un camp de concentració durant la Segona Guerra Mundial.
Enns va ser un dels primers llocs d'Àustria a rebre un fur que li atorgava privilegis de ciutat (Stadtrecht). Aquest fur data del 22 d'abril de 1212 i el document es mostra al museu local. Aquesta data també apareix a la Torre de la ciutat, el símbol d'Enns.

## Geografia

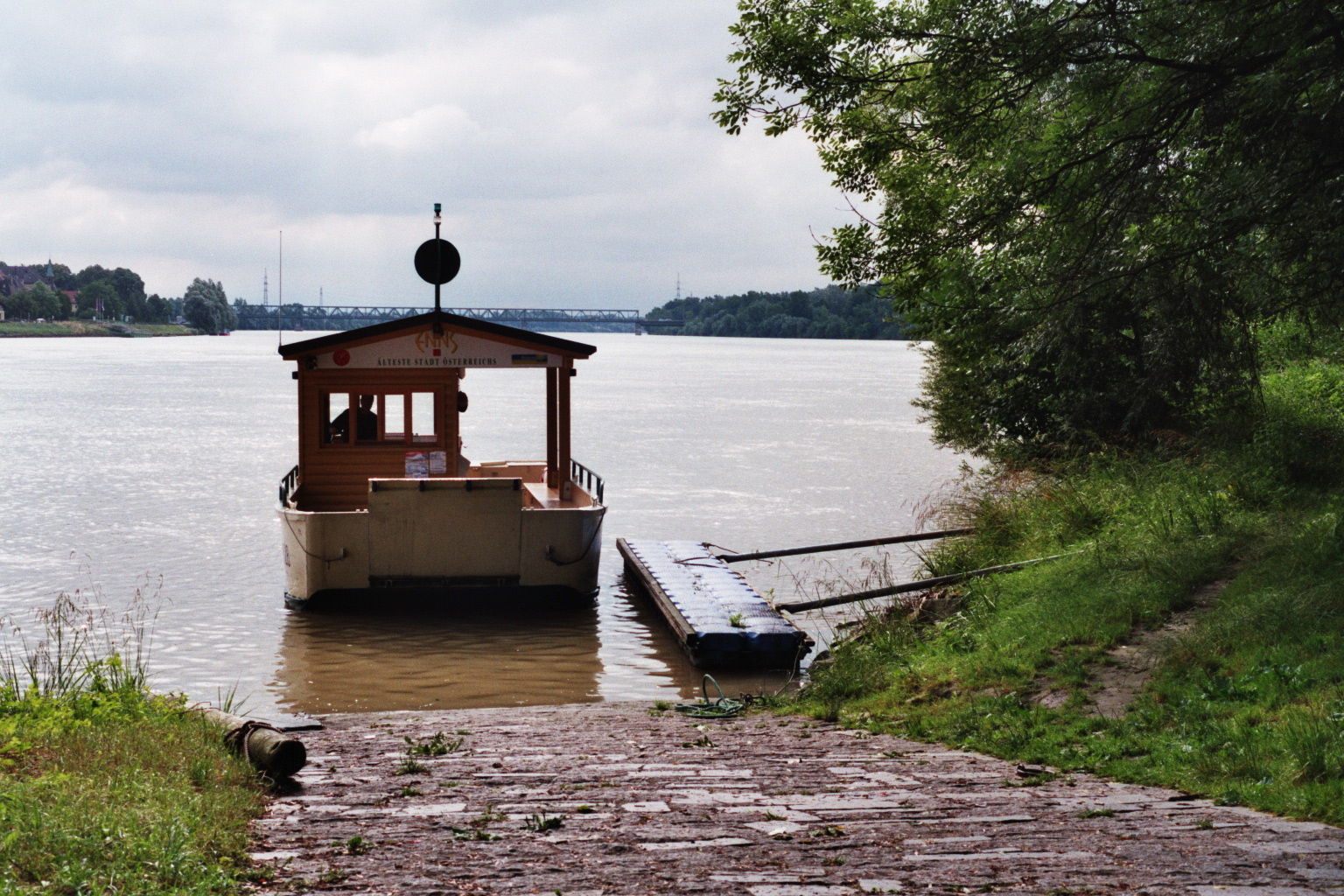
Ferri per a bicicletes sobre el riu Danubi, entre Enns i Mauthausen

Enns ocupa un extensió de 7,5 km de nord a sud i 8,6 km d'oest a est. La seua superfície total és de 34,3 km², dels quals el 12,8 % estan coberts per bosc i el 64,1% es destinen a l'agricultura.
El municipi pot dividir-se en les entitats d'Einsiedl, Enghagen, Enghagen am Tabor, Enns, Ental, Erlengraben, Hiesendorf, Kottingrat, Kristein, Kronau, Lorch, Moos, Rabenberg i Volkersdorf.

## Història

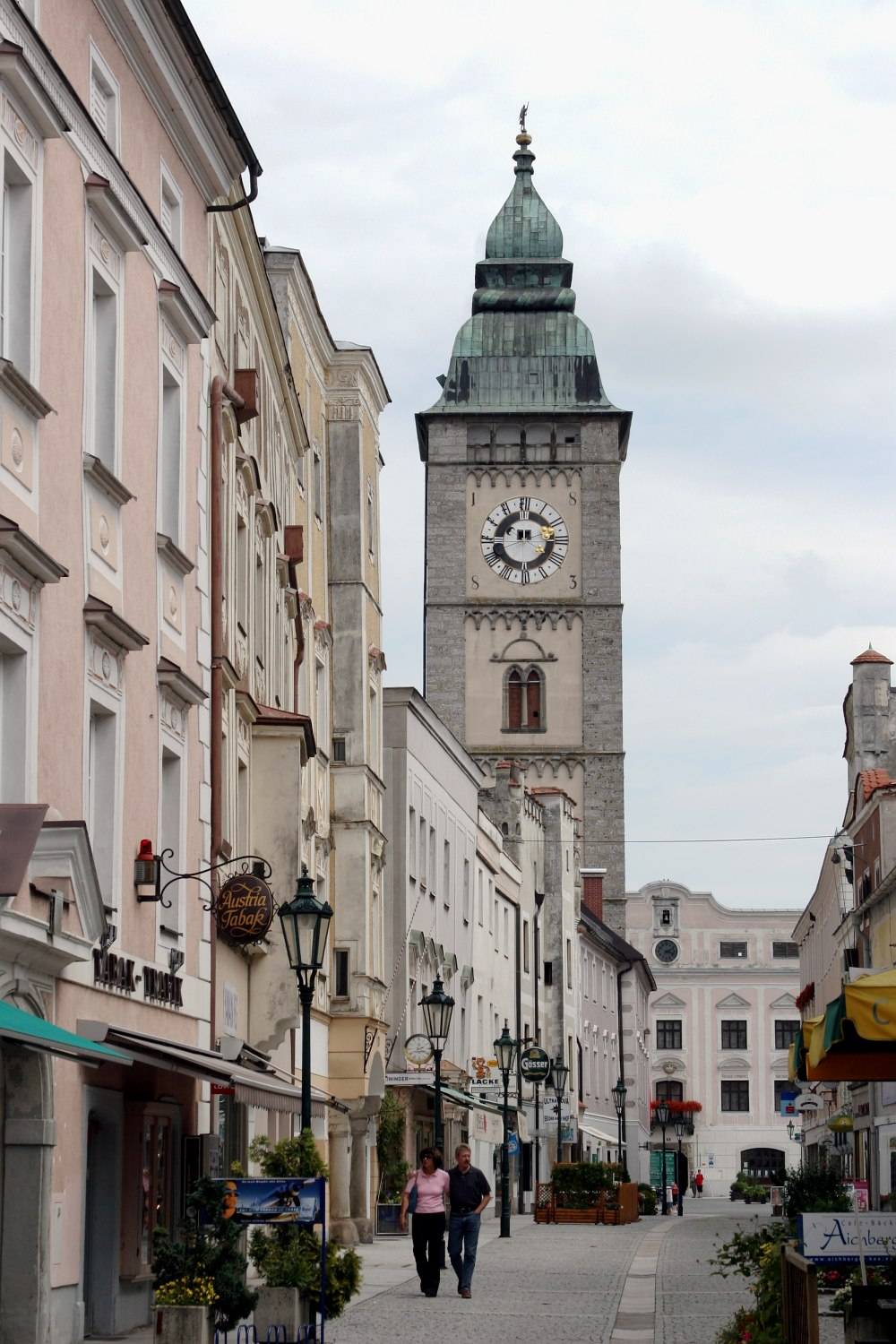
La Torre d'Enns

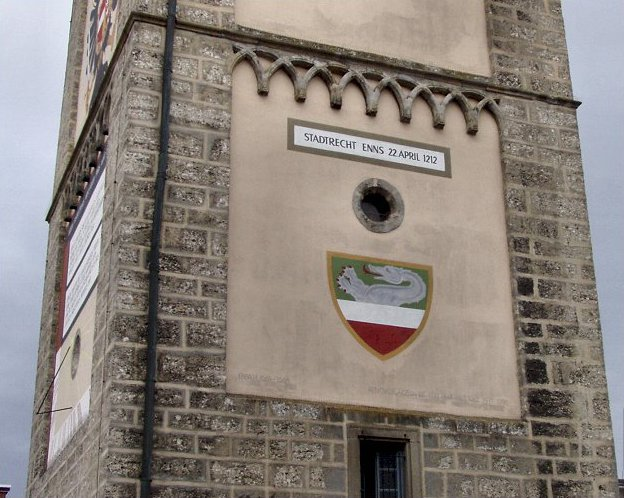
Torre de la ciutat

El primer assentament a la zona de la desembocadura del riu Enns al Danubio es remunta a 4.000 anys enrere. Els celtes s'establiren a la zona cap al 400 ae. El seu regne de Noricum s'incorporà a l'Imperi romà en el 15 ae i es considerava província romana amb l'emperador Claudi al 45 ae.
Als s. II i III el camp romà de Lauriacum, on s'acantonaven 6.000 soldats, se situava en territori de l'actual Enns. L'assentament adjacent (hui Lorch) rebé privilegis de municipium l'any 212 per l'emperador Caracal·la quan tenia uns 30.000 habitants. Durant la persecució de Dioclecià als cristians, un comandant de l'exèrcit de Roma, sant Florià, morí com a màrtir a Lauriacum el 4 de maig de 304, en ser ofegat al riu Enns. Només nou anys després l'emperador Constantí I proclamà la tolerància religiosa amb l'edicte de Milà. Cap al 370, es construí una basílica paleocristiana sobre les restes d'un temple de Júpiter, i Lauriacum fou seu d'un bisbat fins a 488. La moderna basílica de Sant Llorenç de Lorch es construí al 1344 sobre els fonaments de la vella església.
Cap a 900 el castell Enisiburg i després palau Ennsegg s'edificà sobre el pujol de Georgenberg com a fortalesa defensiva contra les invasions magiars. L'assentament que l'envoltava prosperà des del segle xii, quan Ottokar II, margrave d'Estíria, hi establí un mercat. El 1186 s'hi signà el pacte de Georgenberg, un acord d'herència entre Ottokar IV, duc d'Estíria, que mancava d'hereu, i Leopold V, duc d'Àustria de la casa Babenberg. Després de la mort d'Ottokar IV al 1192, el seu ducat d'Estíria —llavors molt més gran que l'estat actual del mateix nom, i abastava des de l'actual Eslovènia fins a l'Alta Àustria— passà a la casa Babenberg. D'aquesta manera Enns passà a ser austríac.
Com que Leopold VI, duc d'Àustria, atorgà a Enns un fur urbà el 1212, aquesta és considerada la més antiga ciutat d'Àustria (a part del seu estatus municipal en època romana). El monument més destacat d'Enns, la Torre de la Ciutat a la plaça principal, s'erigí entre 1564 i 1568 com a campanar, torre de vigilància i torre amb rellotge.

## Política

### Consell municipal
El Consell municipal consta de 37 membres. Des de les eleccions de 2003, la representació dels partits hi és:
- 21 Partit Socialdemòcrata d'Àustria
- 12 Partit Popular d'Àustria
- 3 Els Verds-L'Alternativa Verda
- 1 Partit de la Llibertat d'Àustria

## Població
El 1991 Enns tenia 10.192 habitants d'acord amb el cens. El seu nombre va créixer fins a 10.639 en el cens de 2001.